# Отто Лібе
Карл Юліус Отто Лібе (24 травня 1860 — 21 березня 1929) — данський політик, глава уряду країни наприкінці березня — початку квітня 1920 року.

## Життєпис
Народився в родині консервативного політика. Здобув юридичну освіту. Належав до близького оточення короля Кристіана X, але не схвалював політичний курс радикального уряду Зале.
Зайняв пост Державного міністра після того, як король відправив у відставку Карла Теодора Зале через невдоволення результатами референдуму щодо Шлезвігу. Таке нехтування положеннями конституції Данії з боку монарха призвело до політичної кризи та до відставки Лібе вже за п'ять днів. Окрім того, наприкінці 1920 року довелось проводити конституційну реформу та вносити зміни до основного закону.